# Lina Braake
Lina Braake (tyska: Lina Braake oder Die Interessen der Bank können nicht die Interessen sein, die Lina Braake hat) är en tysk komedifilm från 1975 i regi av Bernhard Sinkel.

## Utmärkelser
Filmen vann Tyska filmpriset för bästa film 1975.

## Roller i urval
- Lina Carstens - Lina Braake
- Fritz Rasp - Gustaf Haertlein
- Herbert Bötticher - Johannes Koerner
- Ellen Mahlke - Scholz
- Benno Hoffmann - Jawlonski
- Rainer Basedow - Fink
- Erica Schramm - Lene Schoener
- Walter Sedlmayr - Emil Schoener
- Oskar von Schab - Duerr
- Gustl Datz - Gruber
- Ellen Frank - Mangold
- Wilfried Klaus - Wenzel